# Body Cam
Body Cam este un film de groază polițist american din 2020 regizat de Malik Vitthal, după un scenariu de Nicholas McCarthy și Richmond Riedel bazat pe o povestire de Riedel. În film joacă actorii Mary J. Blige, Nat Wolff, David Zayas, David Warshofsky, Demetrius Grosse și Anika Noni Rose. 
Body Cam a fost lansat digital la 19 mai 2020, înainte de lansarea video la cerere (VoD) la 2 iunie 2020, de către Paramount Pictures.

## Intrigă
Un grup de ofițeri ai Departamentului de Poliție din Louisiana sunt bântuiți de un duh după moartea unei tinere negre și mușamalizarea ulterioară a crimei. 

## Distribuție
- Mary J. Blige - Renee Lomito-Smith
- Nat Wolff - Danny Holledge
- David Zayas - Sergeant Kesper
- David Warshofsky - Dario Penda
- Demetrius Grosse - Gary
- Anika Noni Rose - Taneesha Branz
- Lance E. Nichols - Pastor Thomas Jackson
- Lara Grice - Detectiv Susan Hayes
- Ian Casselberry - Kevin Ganning
- Phillip Fornah - Gabe Roberts
- Naima Ramos-Chapman - Maria Birke
- Mason Mackie - DeMarco
- Jibrail Nantambu - Christopher
- Sylvia Grace Crim - Pierce
- Jeff Pope - Jacob
- Lorrie Odom - Yolanda

## Producție
În martie 2017, s-a anunțat că Richmond Riedel a scris un scenariu pentru acest  film. În martie 2018, a fost anunțat că Malik Vitthal va regiza filmul, Nicholas McCarthy va re-scrie scenariul și că Paramount Pictures îl va distribui.
În iunie 2018, Mary J. Blige s-a alăturat distribuției filmului. În iulie 2018, Nat Wolff s-a alăturat distribuției. În septembrie 2018, Theo Rossi, Anika Noni Rose și David Zayas au fost distribuite în film, iar filmările au început în New Orleans. 
Joseph Bishara a compus muzica filmului. Paramount Music a lansat coloana sonoră. 

## Lansare
Body Cam a fost lansat digital la 19 mai 2020, înainte de lansarea sa video la cerere la 2 iunie 2020.
A fost cel de-al optulea film închiriat pe Spectrum în primul său weekend de lansare.

### Răspuns critic
Pe site-ul Rotten Tomatoes, filmul are o rata de aprobare de 45% bazat pe 20 de recenzii, cu un scor mediu de 5,01 din 10. Pe Metacritic, filmul are un scor mediu de 37 din 100, pe baza a cinci critici, indicând „recenzii în general nefavorabile”. 